# 西田のたけのこ
西田のたけのこ（さいだのたけのこ）は、富山県高岡市西田で提供されるタケノコ料理である。

## 概要
富山県高岡市西田では臨済宗国泰寺派本山国泰寺の門前に筍料理の店が軒を連ねる。店で提供される料理は筍と昆布を一緒に煮ている。これは富山県および石川県でみられる珍しい料理法である。
富山県の筍料理の味付けは、醤油味とみそ味に分かれるが、みそ味のルーツは国泰寺が昭和30年代ごろまでに参拝客に振る舞っていた筍料理にあると言われている。

## 歴史
国泰寺では雲水などの修行僧の食事に、旬の筍御飯に採れたての筍を味噌煮にした懐石御前が出されていた。
筍料理の味噌は、冬期に雲水が仕込み3年ほど寝かせて味よくしたものが用いられていた。
食事は典座（てんぞ）2名が準備していたが、多数の食事を準備する際には、近所である西田地区の婦人達にも手伝って貰っていた。
昭和27年頃、手伝いの婦人達が自宅を開放して筍料理を出し始めた。最初は2軒であったが、そのうち徐々に増えていった。
国泰寺では昭和30年から35年にかけて筍懐石の最盛期を迎えていた。
昭和40年代の62世管長は「筍料理に酒が入って風紀が乱れるのは好ましくない」との考えや、西田地区で筍料理店が現れたこともあって、国泰寺の筍懐石を取り止めた。。